# Lac-à-Beauce
Pour les articles homonymes, voir Beauce.
Lac-à-Beauce est un hameau de la ville de La Tuque situé à 13 kilomètres au sud de La Tuque sur la rive-ouest du lac à Beauce, au Québec, au Canada. 
La plupart des résidents sont des villégiateurs qui occupent leur résidence surtout l'été. Les résidences et les chalets sont surtout construits sur la rive-ouest du lac. Ainsi, ce hameau apparait comme un ruban déroulé sur toute la rive-ouest, le long de la route de service. Autrefois, l'ex-gare ferroviaire du Canadien National (située près de la baie de l'hydroaérodrome) était considérée comme le point central de ce hameau.

## Géographie
Ce hameau est situé dans le secteur du lac du même nom. Ce lac a environ 4,2 km de long dans le sens nord-sud, par 1,1 km de largeur maximale. La forme du lac comporte deux parties. La partie nord est plus étroite (largeur maximale de 0,6 km) et comporte une petite baie du côté ouest. La partie sud comporte le site de l'hydroaérodrome.
Seulement deux lacs alimentent le lac à Beauce, soient le lac au Foin et Galarneau, situés plus haut vers l'est. Plusieurs ruisseaux se déversant dans la partie sud du lac. L'embouchure du lac à Beauce est située dans la partie nord, où le lac se déverse dans le ruisseau Beauce qui coule sur 3,5 km avant de rejoindre la rivière Saint-Maurice par la rive Est. L'embouchure du ruisseau Beauce est située à 2,5 km au sud de l'embouchure de la Petite rivière Bostonnais laquelle est située à la limite sud de La Tuque. Tout le secteur autour du lac à Beauce est couvert par la forêt.
L'hydroaérodrome du lac à Beauce est situé au fond de la grande baie, dans le secteur ouest de la partie sud du lac. Cet hydroaérodrome dessert la Haute-Mauricie surtout pour les activités récréotouristiques dont la pêche et la chasse. Occasionnellement, quelques visiteurs d'Europe font des visites du territoire par les airs.
Lac-à-Beauce est juxtaposé géographiquement au secteur Carignan, lequel est situé plus à l'ouest (près de la rive de la rivière Saint-Maurice), à la jonction de la route 155 reliant la ville de La Tuque à Shawinigan. La distance par la route est de seulement 1,8 km entre la route 155 à Carignan et le lac à Beauce.
Le chemin de fer qui longe la rive ouest de la partie sud du lac, a grandement contribué au développement économique du secteur (sur les plans récréotouristiques et forestiers), particulièrement au XXe siècle. En remontant vers La Tuque, à partir de la gare, le chemin de fer s'éloigne à priori vers l'ouest sur une courte distance, puis bifurque de 90 degrés vers le nord-est. Finalement, le chemin de fer traverse la décharge près de l'embouchure du lac, en remontant vers le nord.

## Toponymie
Les trois toponymes "Lac à Beauce" (lac), "Lac-à-Beauce" (village) et "Ruisseau Beauce" ont été respectivement inscrits officiellement le 5 décembre 1968 à la Banque des noms de lieux de la Commission de toponymie du Québec.